# Mosiera
Mosiera es un género con unas 40 especies de plantas con flores de la familia Myrtaceae. Es originario del sur de Florida, Caribe, Centroamérica y sur de Brasil.

## Descripción
Son arbustos o árboles hasta 15 m de altura. Con tricomas de hasta 0.5 mm, unicelulares, simples, blanquecinos, amarillentos o pardo rojizos. Hojas persistentes, coriáceas, la nervadura broquidódroma, con pocos a 10 pares de nervaduras laterales unidas por una nervadura marginal que se arquea entre ellas cerca del margen foliar.
Inflorescencias unifloras, axilares (poco frecuentemente un dicasio de 3 flores) o en un brote axilar bracteado con 1-3 pares decusados de flores. Flores 4-meras; lobos del cáliz oblongos a semiorbiculares, el cáliz generalmente no fusionado o sólo ligeramente fusionado pasando la punta superior del ovario, rompiéndose ligeramente o no entre los lobos en la antesis; pétalos submembranáceos, blancos; bractéolas generalmente pequeñas, ovado-triangulares, foliosas en una especie, caducas cerca o antes de la antesis; estambres 60-200, doblados hacia adentro en el botón, las anteras 0.3-0.7 mm, globosas, generalmente con una glándula terminal en el conectivo; ovario 2-locular; óvulos 3-40 por lóculo, la placenta no marcada, los lóculos algunas veces conectados por una apertura.
Frutos en bayas, subglobosos; semillas pocas, subreniformes, la testa dura, brillante o en una especie coriácea y glandular, la pared externa de 1 a varias células de grosor, las células superficiales redondeadas a alargadas, la parte central de la semilla algunas veces suave; embrión aceitoso, en forma de "C", blanquecino, los cotiledones reflexos o derechos, menos de 1/4 de la longitud del embrión.

## Taxonomía
El género fue descrito por John Kunkel Small y publicado en Manual of the Southeastern Flora 936–937, 1506, f. s.n. [p. 937]. 1933. La especie tipo es: Mosiera longipes (O. Berg) Small. 

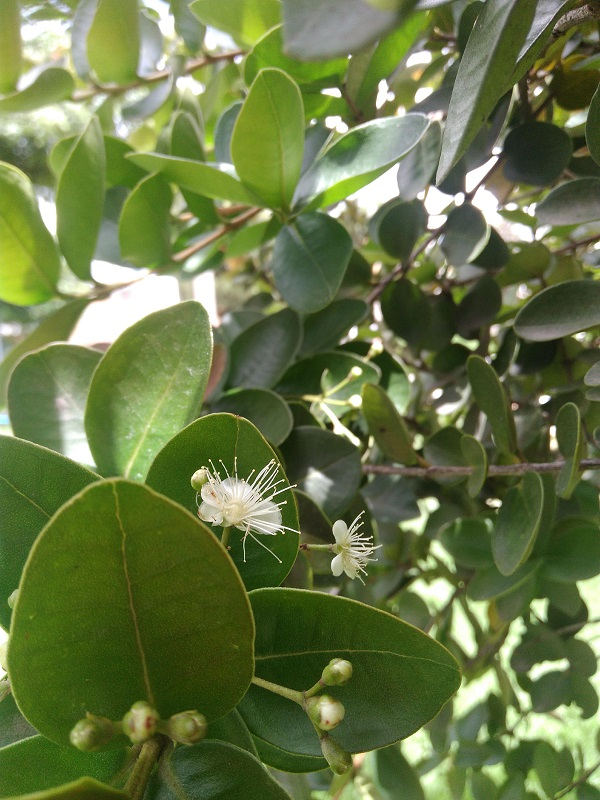
Mosiera longipes

## Especies seleccionadas
- Mosiera acunae (Borhidi & O.Muñiz) Bisse, Revista Jard. Bot. Nac. Univ. Habana 6(3): 5 (1985 publ. 1986).
- Mosiera androsiana (Urb.) Salywon, J. Bot. Res. Inst. Texas 1: 899 (2007).
- Mosiera araneosa (Urb.) Bisse, Revista Jard. Bot. Nac. Univ. Habana 6(3): 5 (1985 publ. 1986).
- Mosiera bullata (Britton & P.Wilson) Bisse, Revista Jard. Bot. Nac. Univ. Habana 6(3): 5 (1985 publ. 1986).